# Nakaskat
Nakaskat es el nombre en idioma maya de un yacimiento arqueológico precolombino maya, ubicado en la región Puuc, dentro del estado de Yucatán, México, 15 km al poniente de la población de Oxkutzcab y aproximadamente la misma distancia al sur de Ticul.

## La región
Puuc es una región de la península de Yucatán donde se sitúa un conjunto de yacimientos arqueológicos que comparten un estilo arquitectónico al que también se denomina Puuc. Este estilo se difundió durante el período clásico mesoamericano (siglos II-IX d. C.) en lo que actualmente corresponde al suroeste de Yucatán y el noreste de Campeche. El estilo Puuc es uno de los cinco estilos de la arquitectura maya.

## Del sitio
Nakaskat en lo particular está formado por tres grupos arquitectónicos. En el primero sobresalen dos basamentos piramidales de 7 m de altura. Tiene uno de estos basamentos una escalera central en cuyos lados se encuentran piedras labradas con las que estaban revestidos. El grupo dos no había sido explorado hasta el año 2000. El tercer grupo tiene varias edificaciones algunos de los cuales poseen importantes elementos escultóricos como dinteles monolíticos esculpidos. Entre las construcciones de este grupo se encuentran varios chultunes destinados a la captación y almacenamiento de agua de lluvia. Estos chultunes son característicos del estilo Puuc.